# 獅子吼会

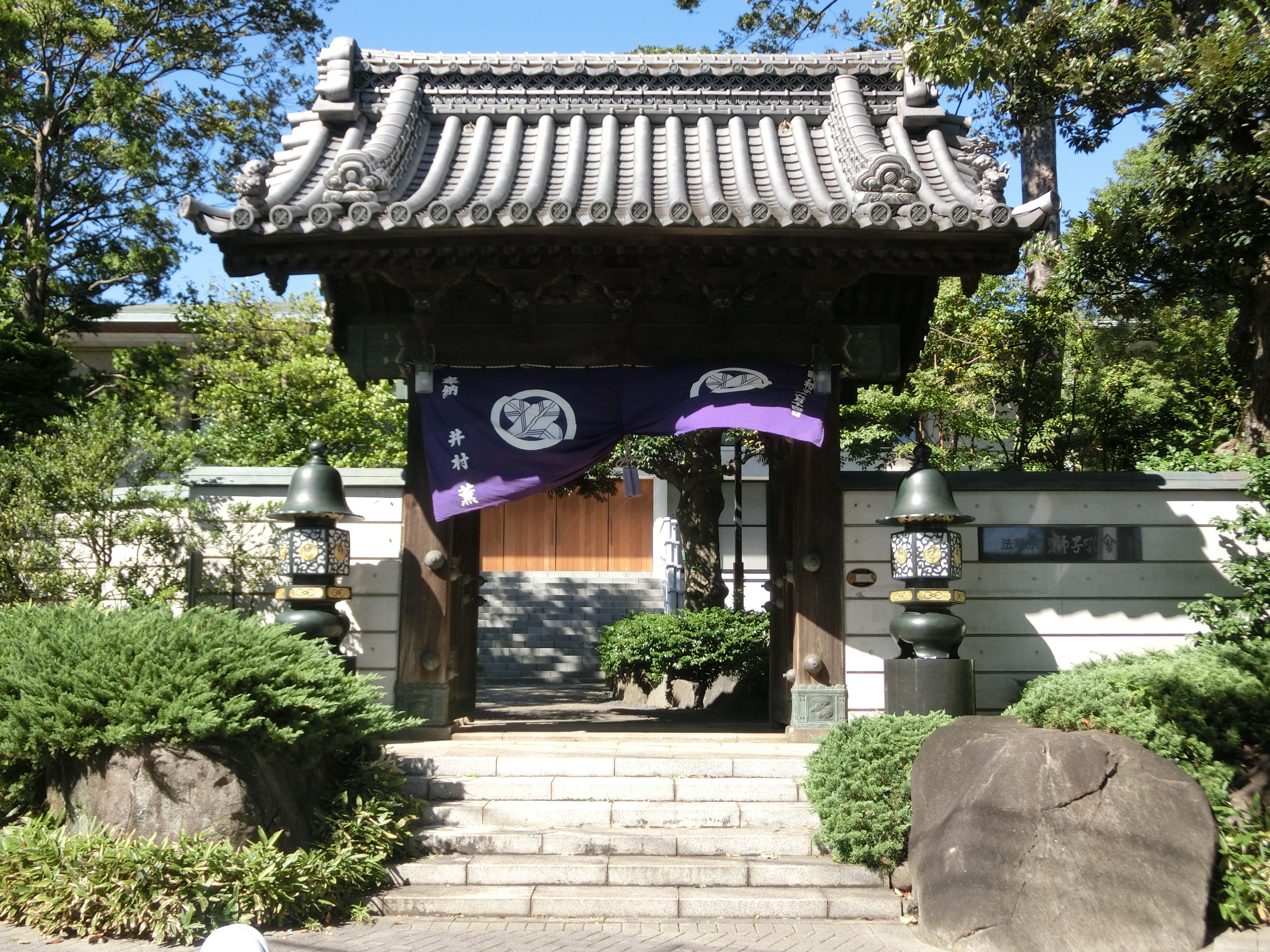
獅子吼会本部

獅子吼会（ししくかい）は、法華宗本門流大本山・鷲山寺傘下の宗教法人。厳密には違うが法華系新宗教の一派と見なされることもある。

## 沿革
獅子吼会は本門仏立講の信者であった会祖・大塚日現によって、1913年（大正2年）に開かれた。日現は仏立講の信者として活発に布教活動を行い、在家信者の身分で鷲山寺の徒弟となり1909年（明治42年）に得度する。だが、寺務上の問題で得度親を批判したことから破門され、寺を出て獅子吼会を旗揚げした。
日現の布教活動は法華宗本門流から認められることとなり、1915年（大正4年）に日現は僧籍を復し以後は本門流傘下で仏立講とは別個に活動することとなった。1947年（昭和22年）仏立講が本門仏立宗として独立した後も宗内に留まり、現在に至る。
なお、獅子吼会の歴代会長は同時に鷲山寺貫首と兼務している。
俳優・緒形拳が信仰していたことで知られる。

### 獅子吼会事件
会祖・日現は戦後不振を窮めていた東洋大学に資金援助を行い、自ら名誉学長となるばかりか役員まで送り込んだ。だが、資金援助が融資なのか寄附なのかで大学側と獅子吼会が対立し裁判にまで持ち込まれた。結局、和解の上で、獅子吼会の寄附を原資として奨学金が設定されている。

## 歴代会長
- 初代：大塚日現（1913年 - 1957年）
- 二代：大塚日琇（1957年 - 1974年）
- 三代：大塚日正（1974年 - ）